# Nuni
Le nuni est une langue gourounsi parlée au Burkina Faso par les Nunuma (ou Nuni).

## Écriture
| a | b      | c | d | e | ə | ɛ | f | g | h | i | ɩ | j | k | l | m |
| n | ny / ɲ | ŋ | o | ɔ | p | r | s | t | u | ʋ | v | w | y | z |   |

Le ton haut est indiqué avec l’accent aigu sur la voyelle ‹ á, é, ə́, ɛ́, í, ɩ́, ó, ɔ́, ú, ʋ́ › ; et le ton bas avec l’accent grave ‹ à, è, ə̀, ɛ̀, ì, ɩ̀, ò, ɔ̀, ù, ʋ̀ ›.
La nasalisation est indiquée en suivant la voyelle d’un n.
Les voyelles longues sont doublées.